# Габонская республиканская гвардия
Республиканская гвардия Габона (фр. Garde républicaine de gabonaises) является независимым  военным формированием, действующей на территории Республики Габон . Её основная функция — обеспечение безопасности правительственных чиновников и государственных зданий.

## Описания
Республиканская гвардия, изначально сформированная как президентская гвардия в период с 1960 до 1995 года, сложилась в результате усилий президента Омара Бонго по набору представителей своей этнической группы. Ежедневно в Республиканской гвардии было задействовано около 750 человек для обеспечения безопасности, а ещё 150 — для реализации обычных миссий. Однако, после смерти Бонго в июне 2009 года, гвардия перешла к поддержанию регулярного присутствия на основных перекрёстках в Либревиле и Борд-де-Мер, при поддержке французских советников на самых крупных перекрёстках. Также, она имеет тесные контакты в Африканском командовании Сил реагирования в Восточной Африке. В заключительной части 2015 года, Республиканская гвардия проделала важную аккредитацию путём приобретения самолёта Gulfstream G650, служащего для VIP-транспорта.

### Попытка военного переворота в Габоне в 2019 году
В 2019 году Республиканская гвардия оказалась в центре попытки государственного переворота с целью свержения правительства президента Али Бонго. Военные офицеры под руководством лейтенанта Келли Ондо Обианга заявили о свержении президента Бонго и демонстрировали бронетехнику, включая MRAPs Nexter Aravis, по всей столице.
Однако переворот был успешно подавлен к 10:30 утра, когда группа жандармерии вмешалась и напала на здание телевидения и радио, которое являлось штаб-квартирой сторонников переворота.